# Zespół Jacksona-Weissa
Zespół Jacksona i Weissa (ang. Jackson-Weiss syndrome, JWS) – rzadki, uwarunkowany genetycznie zespół wad wrodzonych, przebiegający z kraniostenozą, stożkogłowiem, hipoplazją środkowej części twarzy i wadami stóp. Radiologicznie stwierdza się krótką i szeroką pierwszą kość śródstopia, nieprawidłowo wykształcone kości stępu i zrośnięcie kości piętowej z kością sześcienną. Zespół spowodowany jest mutacją w domenie Ig III genu 2 receptora czynnika wzrostu fibroblastów (FGFR2).